# Apatou
Apatou est une commune française, située dans le département de la Guyane.
Elle fait partie de la communauté de communes de l'Ouest guyanais.

## Histoire
La commune a été créée en 1976 par la séparation de la commune d'Apatou de l'ancienne commune de Grand-Santi-Papaïchton-Apatou.

## Géographie
Les communes limitrophes sont  Grand-Santi et Saint-Laurent-du-Maroni.

### Localisation
La commune se situe dans l'Ouest de la Guyane française. Elle est frontalière du Suriname.
Plus précisément elle se trouve dans l'arrondissement de Saint-Laurent-du-Maroni, au sein du canton de Maripasoula.

En rouge le territoire communal d'Apatou.

|                  |             | Saint-Laurent-du-Maroni |
| Suriname, Maroni | Apatou      |                         |
|                  | Grand-Santi |                         |

### Géologie et relief
L'altitude maximale est de 380 mètres, dans le massif Dékou-Dékou. et son altitude minimale de 0 mètre. Son altitude moyenne est de 190 mètres.

### Hydrographie
Apatou est située sur le fleuve Maroni qui constitue un des axes de transport de la commune.

### Climat
Le climat y est de type équatorial humide, type Af selon la classification de Koppen.

## Urbanisme

### Typologie
Apatou est une commune rurale, car elle fait partie des communes peu ou très peu denses, au sens de la grille communale de densité de l'Insee,,,.

### Lieux-dits, hameaux et écarts
Outre le bourg d'Apatou, la commune comprend de nombreux « écarts » comme les villages de Providence, Mayman, Patience, la Forestière, Santonia, Bois Martin, Nasson, New Campo, Anaou Londo ou Bossou.

### Logement
En 2006, il y avait 1353 logements à Apatou. Parmi ceux-ci 97,8 % sont des résidences principales, 0,9 % des résidences secondaires et enfin 1,3 % des logements sont vacants.
Évolution du nombre de logements par catégorie
|                                                | 1967 | 1974 | 1982 | 1990 | 1999 | 2006 |
| ---------------------------------------------- | ---- | ---- | ---- | ---- | ---- | ---- |
| Résidences principales                         | 133  | 149  | 182  | 650  | 923  | 1324 |
| Résidences secondaires, logements occasionnels | 0    | 0    | 43   | 183  | 94   | 12   |
| Logements vacants                              | 0    | 0    | 6    | 57   | 161  | 18   |
| Total                                          | 133  | 149  | 231  | 890  | 1178 | 1353 |
| Sources des données : INSEE                    |      |      |      |      |      |      |

De même, la même année, 87,1 % des personnes sont propriétaires et 10,8 % sont locataires.
Les logements se répartissent entre maison individuelle et appartement représentant respectivement 93,4 % et 3,6 %. Enfin le parc immobilier se compose de 27,0 % de 1 pièce, 44,8 % de 2 pièces, 20,7 % de 3 pièces, 5,6 % de 4 pièces et 1,9 % de 5 pièces ou plus.
Il est à noter que 2,9 % des logements sont des habitations de fortune, 42,8 % sont des cases traditionnelles et 44,3 % sont des maisons ou immeubles faits de bois. Enfin, seulement 4,5 % des logements ont le tout-à-l'égout, 3,4 % ont l'eau chaude et 40,4 % ont de l'électricité.

### Voies de communication et transports

#### Voies de communication
Depuis le 9 mars 2010 est ouverte la « Route du fleuve », allant de Saint-Laurent-du-Maroni à Apatou. Cette route permet de se rendre à Apatou depuis Saint-Laurent-du-Maroni en environ 45 minutes. Cette route a désenclavé Apatou et l'a relié au reste du réseau routier guyanais.
Apatou est accessible par le fleuve Maroni, principale voie d’accès pour les nombreux villages présents sur les rives de celui-ci. Il faut compter deux heures de pirogue au départ de Saint-Laurent-du-Maroni.

## Toponymie
La commune tire son nom d'Apatou (en), le fondateur du village de Moutendé en 1885. Ce chef et diplomate Boni servit de guide aux explorateurs français Crevaux et Coudreau chargés de mission pour délimiter la frontière avec la Guyane néerlandaise de 1877 à 1887. En récompense de ses services, il fut nommé capitaine et obtint un territoire en concession.

## Politique et administration

### Tendances politiques et résultats
Lors des élections européennes de 2009, le taux d'abstention de la commune était de 91,58 %. La liste divers gauche l'emporta avec près de 53 % des votes.

### Liste des maires
| Période                                  | Période        | Identité        | Étiquette    | Qualité                                                              |
| ---------------------------------------- | -------------- | --------------- | ------------ | -------------------------------------------------------------------- |
| 1976                                     | 1983           | Lambert Amayota |              |                                                                      |
| 1983                                     | 1990           | Étienne Sida    | PSG          |                                                                      |
| 1990                                     | mars 2001      | François Fati   |              |                                                                      |
| mars 2001                                | mars 2008      | Gérard Amayota  | DVD puis UMP | Enseignant Conseiller général du canton de Maripasoula (1998 → 2004) |
| mars 2008                                | janvier 2021   | Paul Dolianki   | PSG          | Fonctionnaire 3e vice-président de la CC de l'Ouest guyanais         |
| février 2021                             | septembre 2021 | François Lokadi |              |                                                                      |
| septembre 2021                           | En cours       | Moïse Edwin     | DVG          | Professeur du secondaire et technique                                |
| Les données manquantes sont à compléter. |                |                 |              |                                                                      |

## Population et société
La population y est très majoritairement issue de l'ethnie Bonis.

### Démographie
L'évolution du nombre d'habitants est connue à travers les recensements de la population effectués dans la commune depuis 1961, premier recensement postérieur à la départementalisation de 1946. À partir de 2006, les populations de référence des communes sont publiées annuellement par l'Insee. Le recensement repose désormais sur une collecte d'information annuelle, concernant successivement tous les territoires communaux au cours d'une période de cinq ans. Pour les communes de moins de 10 000 habitants, une enquête de recensement portant sur toute la population est réalisée tous les cinq ans, les populations de référence des années intermédiaires étant quant à elles estimées par interpolation ou extrapolation. Pour la commune, le premier recensement exhaustif entrant dans le cadre du nouveau dispositif a été réalisé en 2005.

En 2022, la commune comptait 10 059 habitants, en évolution de +13,97 % par rapport à 2016 (Guyane : +7,07 %, France hors Mayotte : +2,11 %).
| 1961 | 1967 | 1974 | 1982 | 1990  | 1999  | 2010  | 2015  | 2020  |
| ---- | ---- | ---- | ---- | ----- | ----- | ----- | ----- | ----- |
| 316  | 318  | 453  | 618  | 2 451 | 3 628 | 6 704 | 8 431 | 9 582 |

| 2022   | - | - | - | - | - | - | - | - |
| ------ | - | - | - | - | - | - | - | - |
| 10 059 | - | - | - | - | - | - | - | - |

### Enseignement
Il y a un collège, le collège d'Apatou, au sein de la commune.
En 2006, la population scolarisée comprenait, par tranche d'âge, 48,6 % des enfants de 2 à 5 ans, 90,2 % des enfants de 6 à 14 ans, 58,4 % des 15 et 17 ans, 16,8 % des 18 à 24 ans, 2 % des 25 à 29 ans et 1,2 % des plus de 30 ans.
Sur l'ensemble de la population non scolarisée, 0,4 % sont titulaires d'un CEP, 0,5 % du BEPC, 2,2 % du CAP ou du BEP, 0,7 % du BAC ou un équivalent, 1,3 % d'un BAC +2 et 2,7 % d'un diplôme de niveau supérieur. 92,2 % de cette population n'a pas de diplôme.

### Santé
La ville contient un centre de santé avec médecins et infirmières.

### Sports
La ville d'Apatou possède une équipe de football ayant échoué en finale de la Coupe de Guyane 2011.

## Économie

### Emploi
|                | 2008   | 2013   | 2018   |
| -------------- | ------ | ------ | ------ |
| Commune        | 26,3 % | 52,2 % | 30,3 % |
| Département    | 18,4 % | 20,3 % | 21,2 % |
| France entière | 8,3 %  | 10 %   | 10 %   |

En 2018, la population âgée de 15 à 64 ans s'élève à 5 085 personnes, parmi lesquelles on compte 40,1 % d'actifs (9,8 % ayant un emploi et 30,3 % de chômeurs) et 59,9 % d'inactifs,. Depuis 2008, le taux de chômage communal (au sens du recensement) des 15-64 ans est supérieur à celui de la France et du département.
La commune est hors attraction des villes,. Elle compte 508 emplois en 2018, contre 416 en 2013 et 290 en 2008. Le nombre d'actifs ayant un emploi résidant dans la commune est de 508, soit un indicateur de concentration d'emploi de 100 % et un taux d'activité parmi les 15 ans ou plus de 38,7 %.
Sur ces 508 actifs de 15 ans ou plus ayant un emploi, 435 travaillent dans la commune, soit 86 % des habitants. Pour se rendre au travail, 52,7 % des habitants utilisent un véhicule personnel ou de fonction à quatre roues, 5 % les transports en commun, 37 % s'y rendent en deux-roues, à vélo ou à pied et 5,2 % n'ont pas besoin de transport (travail au domicile).

### Entreprises et commerces

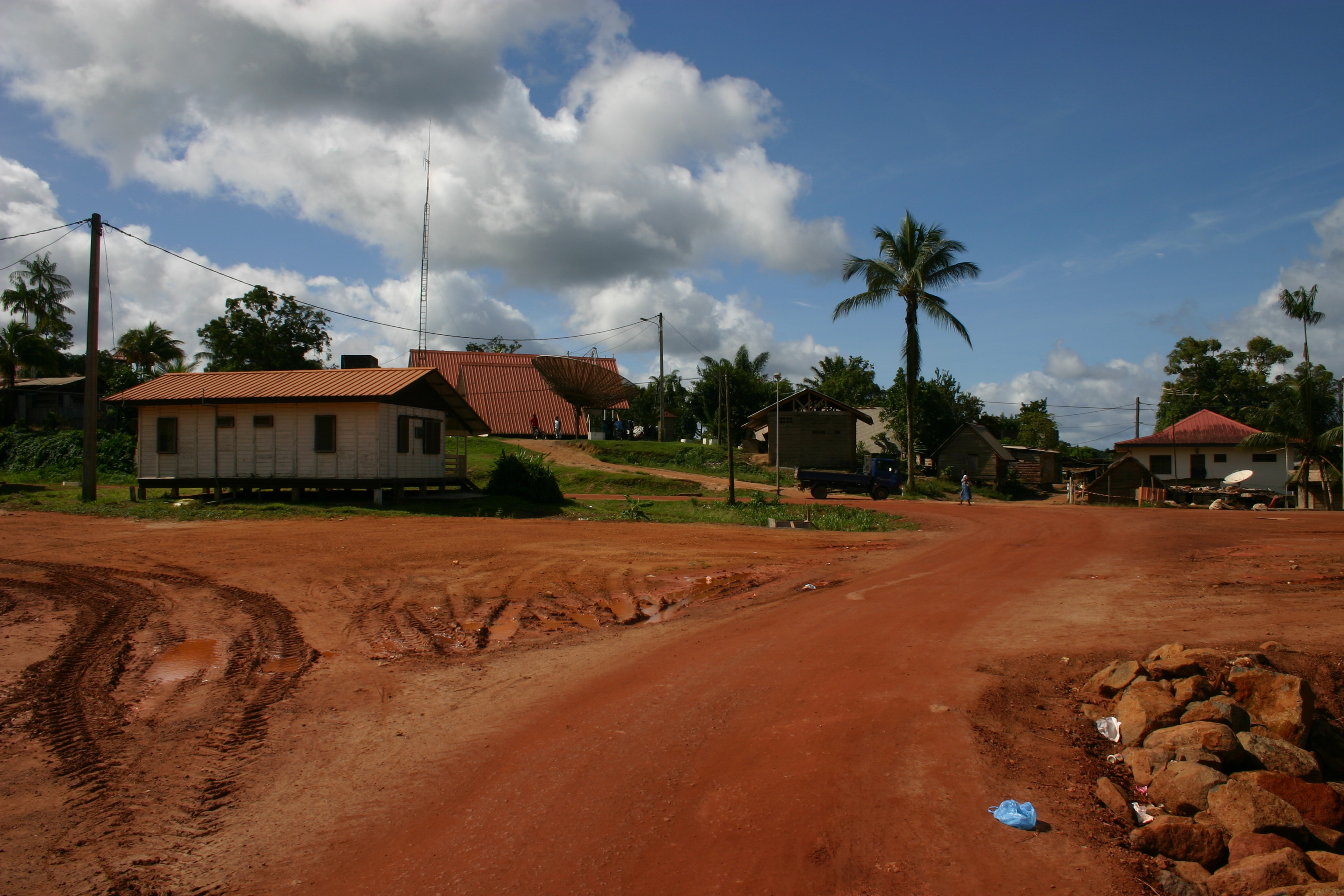
Apatou en 2004.

Aucune entreprise n'a été créée en 2004.

## Culture locale et patrimoine

### Lieux et monuments
- Église Saint-Bernard d'Apatou. L'église est dédiée à saint Bernard.
- Église de Providence.

### Personnalités liées à la commune
- Dariana Abe : Miss Guyane 2019 pour Miss France 2020

### Héraldique
| Blason de Apatou | Blason  | D'argent au tourteau d'azur chargé d'un frakatiki (lieu de culte) de sable habillé d'argent, terrassé de sinople et accompagné à dextre d'une bouteille de rhum de tenné et senestre d'une écuelle du même, ledit tourteau accompagné de deux étoiles d'or aux cantons du chef, adextré d'une pagaie et senestré d'un mata brochant en partie sur le tourteau, le tout au naturel, au tembé au naturel mouvant de la pointe, au chef de sinople chargée des inscriptions d'argent "Commune" et "d'APATOU", accostée à dextre d'un poisson bondissant contournée d'or et à senestre d'un gallinacé contourné regardant du même. |
| Blason de Apatou | Détails | * Il y a là non-respect de la règle de contrariété des couleurs : ces armes sont fautives (sable et sinople sur azur et or sur argent). Le statut officiel du blason reste à déterminer. |

## Pour approfondir